# Голдовский, Борис Павлович
Борис Павлович Голдовский  (род. 7 декабря 1948 года, город Москва, СССР) — советский российский историк и теоретик театра, театральный критик, педагог, драматург, сценарист. Заслуженный работник культуры Российской Федерации (2004), доктор искусствоведения (2007).

## Ранняя биография
Борис Павлович Голдовский родился в семье авиаинженера-конструктора Павла Боруховича Голдовского. После окончания средней школы (1966) служил в ВМФ (Кронштадт). В 1971 году поступил в актёрскую Студию Московского театра кукол, где параллельно работал в качестве главного художника по свету. В 1973 году поступил на театроведческое отделение ГИТИСа им. Луначарского (курс П. А. Маркова). Дипломную работу защитил по теме «Классика на сцене театра кукол».

## Работа в театре

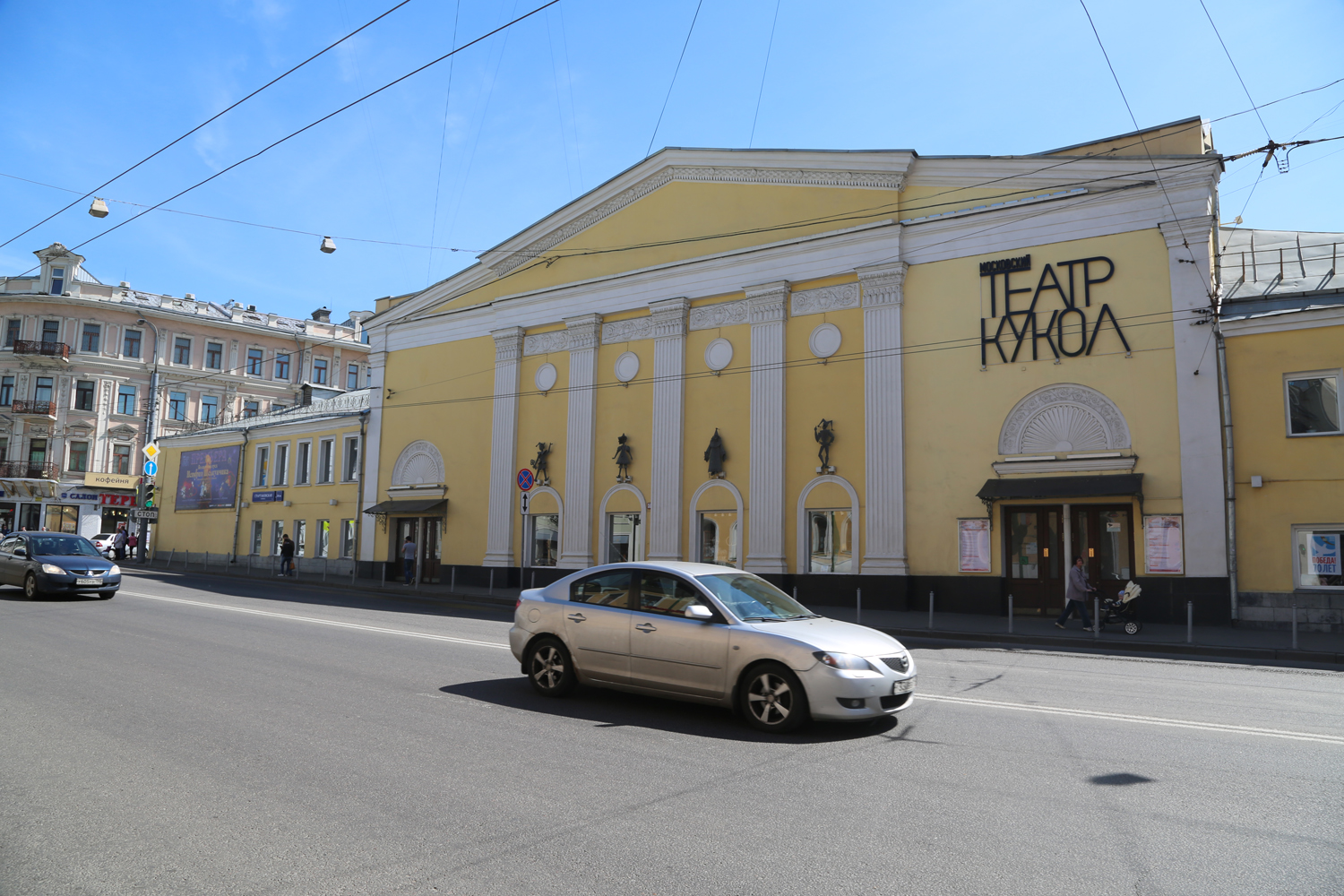
Московский театр кукол

С 1976 по 1989 год Борис Павлович Голдовский заведовал Литературной частью Московского областного театра кукол. В опубликованных «Записках кукольного завлита» упоминается, что для театра в тот период писали пьесы Эдуард Успенский, Александр Курляндский, Юрий Коваль, Феликс Кривин, Лев Корсунский, Сергей Козлов, Ефим Чеповецкий, Татьяна Толстая и другие авторы.
В 1989 году принял участие в создании Московского театра детской книги «Волшебная лампа».
В 1990 году по приглашению Сергея Образцова возглавил Литературную часть Государственного академического Центрального театра кукол. С 1998 по 2011 годы — творческий руководитель ГАЦТК. Создал Международный и Издательский отделы театра.
С 2014 года — творческий руководитель, а с 2017 года — художественный руководитель Московского театра кукол.

## Общественная деятельность
В 1998 году учредил и возглавил общественный «Фонд им. С. В. Образцова». Среди наиболее значимых мероприятий Фонда — создание Мемориального музея-квартиры С. В. Образцова, установка памятника Сергею Образцову, мемориальной доски на доме, где жил и работал Образцов. С 2003 года Борис Голдовский — Президент общественной организации «Центр С. В. Образцова».
Учредил Международный фестиваль театров кукол имени С. В. Образцова (2001 год) и был его арт-директором (с 2001 по 2011 гг.).

## Научная и издательская деятельность
С 1976 года — выступал как критик, рецензент, очеркист, сотрудничал с рядом изданий, в том числе с журналами «Театральная жизнь», «Театр». С 1978 года — член ВТО (ныне Союз театральных деятелей России (СТД)). Член комиссии по приёму в члены СТД РФ, комиссии по театрам кукол СТД РФ. С 1980 года — персональный член UNIMA (Международный союз кукольных театров), член Совета Российского центра UNIMA.
В 1986 году защитил диссертацию на соискание ученой степени «кандидат искусствоведения» во ВНИИ искусствознания (Москва) по теме «Театр кукол в России XV—XVIII вв.» (научный руководитель — доктор искусствоведения Н. И. Смирнова).
В 2000 году создал журнал для кукольников России «Театр чудес».
С 1989 года издаёт серию книг «Библиотека Театра чудес», выпущены в свет репринтные и оригинальные издания книг: Владимир Перетц «Кукольный театр на Руси», Иван Франко «История украинского вертепа», Йорик «История марионеток», М. Гаврилова «Узбекский театр», С. Образцов «Дневник», Евгений Сперанский «В поисках „золотой нити“» и др.
В 2004 году Б. Голдовскому присвоено почетное звание «Заслуженный работник культуры Российской Федерации», с этого же года — Член научно-экспертного совета Новой Российской энциклопедии. C 2017 г. член «Русского ПЕН-центра».
В 2007 году в СПГАТИ защитил диссертацию на соискание ученой степени «доктор искусствоведения» по теме «Историческое развитие и сценическая жизнь русской драматургии театра кукол XVIII—XX вв.».
С 2007 по 2011 год являлся одним из руководителей актёрского Курса студентов Института имени Б. Щукина и ГАЦТК по специальности «актёр театра кукол». Также периодически ведёт преподавательскую работу в других театральных вузах, в том числе в  Российском институте театрального искусства (ГИТИС), Санкт-Петербургской академии театрального искусства. Его книги входят в программу этих вузов. Выступает в качестве эксперта, члена и председателя международных жюри различных театральных фестивалей театров кукол, его упоминают как одного из ведущих европейских экспертов по истории театра кукол.
Автор статей в российских и зарубежных изданиях (в том числе статей для Большой российской энциклопедии: Бунраку, Жанти, Жеаль, Инхён Гык, Камён Гык, Карагёз, Кашпарек, Кашперле, КНДР, Копецкий, Корея, Кукольный Театр, Мешке, Намсадан Нори, Опера Деи Пупи, Панч, Полишинель, Республика Корея, Сандэ Гык, Скупа, Центральный театр кукол, Чехия , Новой Российской энциклопедии, Педагогической энциклопедии, и энциклопедии UNIMA). Статьи публиковались на русском, английском, немецком, испанском, хорватском, польском, сербском, украинском, белорусском и других языках. Автор пьес и телевизионных сценариев об искусстве играющих кукол.

## Награды
- Орден «За заслуги в культуре и искусстве» (31 июля 2025 года) — за большой вклад в развитие отечественной культуры и искусства, многолетнюю плодотворную деятельность[40]
- Заслуженный работник культуры Российской Федерации (27 декабря 2004 года) — за заслуги в области культуры и многолетнюю плодотворную работу[41]
- Благодарственное письмо Президента Российской Федерации (11 мая 2021 года)[42]
- Обладатель высшей награды Союза театральных деятелей Российской Федерации «Золотого знака СТД РФ» (2021)
- Премия города Москвы в области литературы и искусства (2021) — за большой вклад в развитие и популяризацию искусства кукольного театра, многолетнюю научную и педагогическую деятельность[43]